# Andrzej Sariusz-Skąpski

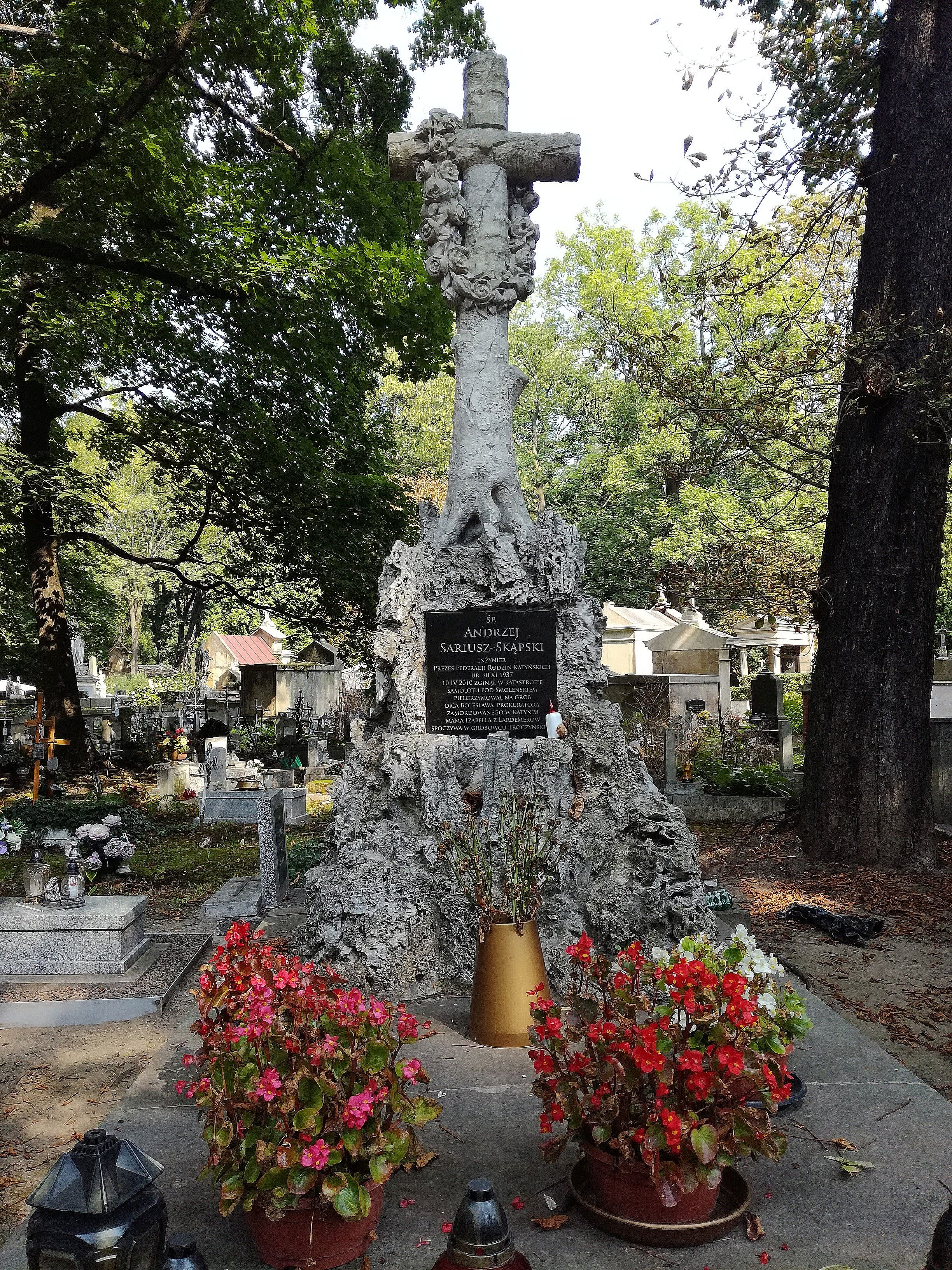
Grób Andrzeja Sariusz-Skąpskiego na cmentarzu Rakowickim

Andrzej Adam Sariusz-Skąpski (ur. 20 listopada 1937 w Krakowie, zm. 10 kwietnia 2010 w Smoleńsku) – polski geodeta, działacz społeczny, w latach 2006–2010 prezes Federacji Rodzin Katyńskich.

## Życiorys
Wnuk inżyniera Bolesława Skąpskiego, syn Izabeli z domu Lerdemer oraz Bolesława Skąpskiego (przed wojną prokuratora, w 1940 zamordowanego w Katyniu).
W 1962 ukończył studia z zakresu budownictwa wodnego na Politechnice Krakowskiej. Pracował w zawodzie geodety i projektanta. Od 1975 mieszkał w Zakopanem, gdzie był zatrudniony początkowo jako główny mechanik, później jako dyrektor w zakładzie remontowo-budowlanym PTTK i następnie dyrektor zakopiańskiego Domu Turysty PTTK. W okresie PRL po wprowadzeniu stanu wojennego pełnił funkcję przewodniczącego PRON w Białym Dunajcu.
W 1989 współtworzył krakowskie Stowarzyszenie Rodzin Ofiar Katynia Polski Południowej. W latach 1996–2003 był wiceprzewodniczącym Rady Federacji Rodzin Katyńskich, a w 2006 został prezesem Federacji Rodzin Katyńskich. W 1993 został odznaczony Złotym Krzyżem Zasługi. 8 kwietnia 2008 rada Polskiej Fundacji Katyńskiej nadała mu Medal Dnia Pamięci Ofiar Zbrodni Katyńskiej, lecz Andrzej Sariusz-Skąpski nie przyjął tego odznaczenia.
W 2008 dziennikarze „Gazety Polskiej”, Dorota Kania i Maciej Marosz, opierając się na dokumentach IPN, stwierdzili, że w okresie PRL Andrzej Sariusz-Skąpski był tajnym współpracownikiem SB. Andrzej Sariusz-Skąpski wystąpił z powództwem cywilnym, które w 2012 prawomocnie zostało oddalone.
Zginął w katastrofie polskiego samolotu Tu-154M w Smoleńsku 10 kwietnia 2010 w drodze na obchody 70. rocznicy zbrodni katyńskiej. 19 kwietnia 2010 został pośmiertnie odznaczony Krzyżem Oficerskim Orderu Odrodzenia Polski. 21 kwietnia tego samego został pochowany na cmentarzu Rakowickim w Krakowie (kwatera T, rząd płd.). Jego ciało zostało ekshumowane wbrew woli rodziny 19 marca 2018 w związku z prowadzonym w Prokuraturze Krajowej śledztwem w sprawie katastrofy smoleńskiej; w następnym miesiącu poddano je kremacji. Ponowny pogrzeb odbył się 16 maja 2018 na cmentarzu Rakowickim.

## Życie prywatne
Był żonaty z Janiną. Miał dwie córki – Izabellę i Magdalenę.